# Нещадименко, Марк Петрович
Марк Петрович Нещадименко (28 апреля 1869 — 1 октября 1942) — украинский медик. Брат Ивана и Риты Нещадименко.

## Биография
В 1896 году окончил Киевский университет. На 1905 год — коллежский асессор и младший врач Миргородского пехотного полка. Доктор медицины (1910, диссертация «Экспериментальные исследования расстройств кровообращения при отравлении дифтерийным токсином»). Профессор Киевского медицинского института, основатель и первый руководитель кафедры микробиологии (1919—1941), в 1933—1939 гг. заведовал одновременно и кафедрой эпидемиологии. Директор Киевского бактериологического института (1919—1931).
Автор около 50 научных работ, из которых основные связаны с проблемами профилактики дифтерии и туберкулёза.
Скончался 1 октября 1942 года. Похоронен на Байковом кладбище Киева.